# Wesley C. Skiles
Wesley C. Skiles, kurz Wes Skiles, (* 6. März 1958 in Jacksonville (Florida); † 21. Juli 2010 in West Palm Beach) war ein US-amerikanischer Höhlentaucher und Unterwasserfotograf.

## Leben
Skiles begann im Alter von acht Jahren mit dem Tauchen. Ein Schulausflug 1973/74 nach Ginnie Springs, wo er Höhlentaucher beobachtete, führten zu seiner Entscheidung, selbst Höhlentaucher zu werden. 1985 gründete er das Unternehmen Skiles Karst Productions, mit der er eigene Filme der Unterwasserwelt vertrieb. Er arbeitete u. a. für das Fernsehen und National Geographic. Dadurch hatte er mehrere Möglichkeiten für Exkursionen wie die in die Antarktis, bei der er als erster Mensch den Eisberg B-15 betrat. 
Skiles starb während eines Tauchgangs mit einem Kreislauftauchgerät. Versuche, ihn wiederzubeleben, blieben erfolglos. Er wurde ins örtliche Krankenhaus gebracht und dort wenig später für tot erklärt. Er hinterließ seine Ehefrau Terri und die Kinder Nathan und Tessa Skiles.

## Auszeichnungen
- 1996 Taucher des Jahres
- 2009 HDFEST Deffie Awards für den besten Dokumentarfilm und die beste HD-Kamera für die Serie "Water's Journey"